# Tersoides capitatus
Tersoides capitatus is een keversoort uit de familie Schizophoridae. De wetenschappelijke naam van de soort is voor het eerst geldig gepubliceerd in 1968 door Ponomarenko.